# ماثيو تورنر (لاعب اتحاد الرغبي)
ماثيو تورنر (بالإنجليزية: Mathew Turner)‏ هو لاعب اتحاد الرغبي جنوب أفريقي، ولد في 18 يناير 1988 في كيب تاون في جنوب أفريقيا.

## روابط خارجية
- ماثيو تورنر على موقع اتحاد ألعاب الكومنولث (مؤرشف) (الإنجليزية)